# Johannes Bauer (Theologe)
Johannes Christian Ludwig August Bauer (* 12. September 1860 in Wiesloch; † 10. Januar 1933 in Heidelberg) war ein deutscher Theologe.

## Leben
Bauer war der Sohn des Theologen und Kirchenhistorikers Friedrich Karl Bauer (1832–1920). Nach dem Abitur 1878 am Karls-Gymnasium Heilbronn studierte Johannes Bauer von 1879 bis 1882 evangelische Theologie in Erlangen, Leipzig und Basel. Nach dem Ersten Theologische Examen 1881 legte er im Herbst 1882 das Zweite Theologische Examen vor dem Evangelischen Oberkirchenrat der Evangelischen Landeskirche in Baden (damals: Vereinigte Evangelisch-protestantische Kirche im Großherzogtum Baden) in Karlsruhe ab. Seine Vikarszeit verbrachte er in Emmendingen und Heidelberg. 1884 heiratete er Mina, geb. Ringwald, aus Emmendingen. 1888 wurde er Seelsorger am Landesgefängnis in Freiburg i.Br. 1890 ließ er sich aus dem badischen Pfarrdienst beurlauben, um ein Promotionsstudium in Marburg zu beginnen. 1892 wurde er an der Philipps-Universität Marburg mit einer Dissertation über Die Trostreden des Gregorius von Nyssa in ihrem Verhältnis zur antiken Rhetorik zum Lizentiaten der Theologie promoviert und zugleich habilitiert und mit der venia legendi für das Gebiet der Praktischen Theologie ausgestattet. 1906 erhielt Bauer die Ernennung zum außerordentlichen Professor. Ein Jahr später nahm er einen Ruf an die Albertus-Universität Königsberg als Ordinarius für Praktische Theologie an.
Von 1910 bis 1930 war Bauer als Nachfolger seines 1909 verstorbenen Lehrers Gustav Heinrich Bassermann Professor und Direktor des Praktisch-Theologischen Seminars der Ruprecht-Karls-Universität Heidelberg. In seiner badischen Landeskirche vertrat er einen von Friedrich Schleiermacher bestimmten theologischen Liberalismus. Als Vertreter der liberalen Kirchenpartei nahm Bauer von 1919 bis 1932 an allen Landessynoden teil. Zugleich war er seit 1920 Mitglied des Landeskirchenrats.
Forschungsschwerpunkte Bauers waren die praktische Theologie und Predigt Friedrich Schleiermachers sowie die 1821 vollzogene badische Kirchenunion und die Agendenreform. Durch seinen 1912 erarbeiteten Entwurf zu einem Kirchenbuch für die evangelisch-protestantische Kirche im Großherzogtum Baden, der 1914 der Generalsynode vorgelegt wurde, prägte er maßgeblich die 1930 verabschiedete Agende der badischen Landeskirche.

## Schriften (Auswahl)
- Die Trostreden des Gregorios von Nyssa in ihrem Verhältnis zur antiken Rhetorik. Koch, Marburg 1892, OCLC 456901398.
- Schleiermacher als patriotischer Prediger. Ein Beitrag zur Geschichte der nationalen Erhebung vor 100 Jahren ; mit einem Anhang von bisher ungedruckten Predigtentwürfen Schleiermachers. (= Studien zur Geschichte des neueren Protestantismus. Band 4). Töpelmann, Gießen 1908. OCLC 458662491.
- Die Agendenreform der Gegenwart. Tübingen 1911, OCLC 483584372.
- Studien zu einigen Abschnitten des neuen Kirchenbuchs. Reif, Karlsruhe 1912, OCLC 64423882.
- Zur Geschichte des Bekenntnisstandes der vereinigten ev.-prot. Kirche im Großherzogtum Baden. Heidelberg 1915, OCLC 18002891.
- Kurze Übersicht über den Inhalt der Neutestamentlichen Schriften. Tübingen 1920, OCLC 45258573.
- Die Eigenart der evangelischen Kirche in Baden. Festvortrag zum Deutschen Evangelischen Pfarrertag am 12. September 1928 in Karlsruhe. Karlsruhe 1928, OCLC 313246643.